# Nikolaus Koch (Verleger, 1908)
Nikolaus Koch (*  18. Juli 1908 in Trier; † 19. März 1982 ebenda) war ein deutscher Verleger und Enkel des gleichnamigen Gründers der Zeitung Trierischer Volksfreund.

## Leben
Koch studierte am   Technikum für Buchdrucker in Heidelberg und an der Staatlichen Akademie für graphische Kunst in Leipzig und absolvierte anschließend eine Ausbildung im väterlichen Druckerbetrieb.
Nach dem frühen Tod seines Vaters Nikola Koch übernahm Koch 1935 im Alter von 27 Jahren den Verlag und gestaltete in den folgenden 60 Jahren den Trierischen Volksfreund (TV) entscheidend mit. Unterstützung erhielt er von seinem Onkel Peter Koch, einem furchtlosen Journalisten, der sich vehement gegen eine Gleichschaltung des Volksfreundes weigerte. In der Folge wurde die Zeitung jedoch 1938 von den Nationalsozialisten verboten und enteignet. Koch wurde zudem als „politisch nicht tragbar“ aus der Reichspressekammer ausgeschlossen. Zwischen 1938 und 1946 wurde deshalb keine Ausgabe gedruckt.
Durch die weitere Nutzung der wiedereröffneten Zeitungsdruckerei  „Volksfreund-Druckerei Nikolaus Koch“ konnte er die Neueröffnung des TV nach dem Krieg auf ein stabiles wirtschaftliches Fundament stellen. Ab dem 10. April 1946 erschien die Zeitung mit der Lizenz der französischen Besatzungsmacht – zunächst unter dem Titel Trierische Volkszeitung – wieder. Bald darauf setzte das Unternehmen zu einem wirtschaftlichen Höhenflug an. Nach seinem Rückzug aus dem Unternehmen verbrachte Koch seinen Lebensabend in Rothhaus (in der Nähe von Orenhofen). Im März 1982 starb er im Alter von 73 Jahren.
Koch bestimmte die Richtung der Zeitung maßgeblich. Nach seinem Tod 1982 leitete seine Frau Luise Koch (1907–1993) das Volksfreund-Unternehmen, bis es 1993 die Unternehmensgruppe Saarbrücker Zeitung, die mehrheitlich zur Holtzbrinck-Gruppe gehört, übernahm.

### Nikolaus-Koch-Stiftung
Auf Kochs Initiative gründete seine Frau Luise Koch (1907–1993) im Jahr 1993 die Nikolaus-Koch-Stiftung, welche sich 
- der Förderung der Berufsbildung, Ausbildung, Fortbildung durch gemeinnützige Einrichtungen, Schulen, Körperschaften des öffentlichen Rechts im ehemaligen Regierungsbezirk Trier sowie die Universität Trier und die Hochschule Trier, Standort Trier
- und der Unterstützung von Waisenhäusern und Institutionen für körperlich und/oder geistig Behinderte im ehemaligen Regierungsbezirk Trier

widmet.
Die Gründung der Stiftung wurde möglich, weil Nikolaus Koch seine Frau als Alleinerbin eingesetzt hatte und diese die Stiftung als ihre Alleinerbin einsetzte. Die Stiftung befindet sich in der Dietrichstraße in der Nähe des Nikolaus-Koch-Platzes.

## Auszeichnungen
Koch wurde 1969 für „den Aufbau einer freien und unabhängigen Tagespresse“ das Große Verdienstkreuz der Bundesrepublik Deutschland verliehen. Für die besondere Förderung eines Neubaus vom Theater Trier würdigte ihn der Ältestenrat seiner Vaterstadt 1965 mit der Verleihung des Ehrensiegel der Stadt Trier.